# Chesneya quinata
Chesneya quinata là một loài thực vật có hoa trong họ Đậu. Loài này được Al.Fed. miêu tả khoa học đầu tiên.